# Thin-le-Moutier
Thin-le-Moutier ist eine französische Gemeinde mit 682 Einwohnern (Stand 1. Januar 2022) im Département Ardennes in der Region Grand Est; sie gehört zum Arrondissement Charleville-Mézières und zum Kanton Signy-l’Abbaye.

## Geschichte
Die Besiedlung des Orts geht bis auf die Zeit der Römer zurück. Während des Ersten Weltkriegs wurde der Ort am 27. August 1914 von deutschen Truppen besetzt. Südlich des Orts, vor dem Dorf La Fosse à l’Eau, fanden in der Folge heftige Kämpfe statt.

## Bevölkerungsentwicklung
| Jahr                      | 1962 | 1968 | 1975 | 1982 | 1990 | 1999 | 2005 | 2010 | 2014 |
| ------------------------- | ---- | ---- | ---- | ---- | ---- | ---- | ---- | ---- | ---- |
| Einwohner                 | 565  | 589  | 507  | 472  | 496  | 493  | 568  | 557  | 600  |
| Quelle: Cassini und INSEE |      |      |      |      |      |      |      |      |      |

## Sehenswürdigkeiten
- Kirche St-Quentin aus dem 15. Jahrhundert

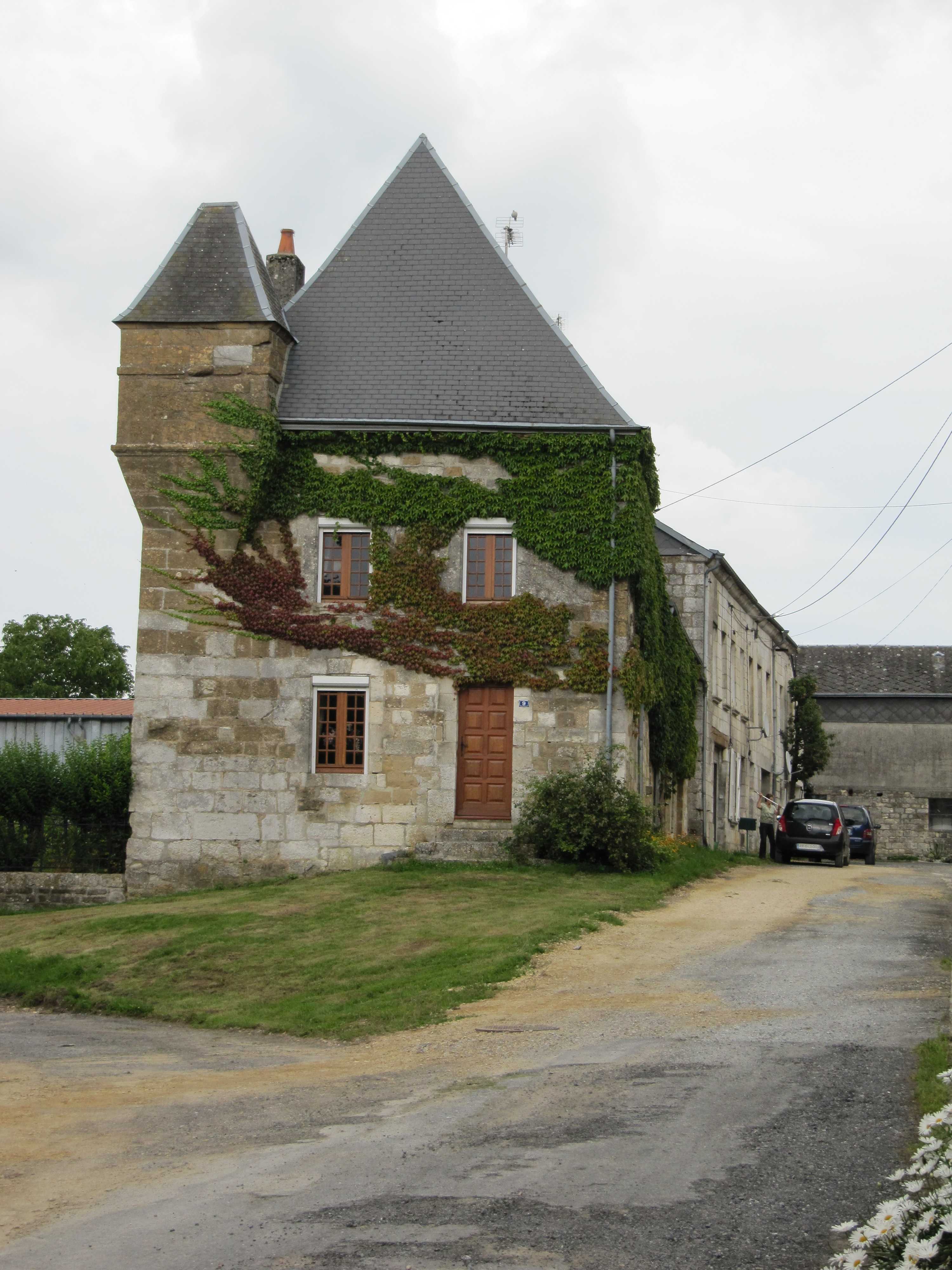
Wohnhaus Pasches

## Persönlichkeiten
In Thin-le-Moutier lebte und starb der Revolutionspolitiker Jean-Nicolas Pache (1746–1823). Sein Haus ist erhalten und zählt zu den Sehenswürdigkeiten des Orts.
In der Nähe des Orts wurde der französische Offizier und Abenteurer Jean-Antoine Leclerc de Milfort (1752–1820) geboren.